# 龐巴迪–阿爾斯通HHP-8電力機車
HHP-8 型電力機車 (「大馬力八千」，High Horse Power 8000）是由龐巴迪運輸（Bombardier Transportation）與阿爾斯通公司（Alstom）合作製造的雙駕駛室電力機車，供美鐵與馬里蘭區域通勤鐵路使用。本型車的電力牽引系統直接衍生於阿爾斯通公司为法国国家铁路製造的BB 36000型电力机车。
由於數量太少加上可靠性較差，造成單位維護成本過高，使得美鐵尋求取代本型15輛機車以及較老舊的 EMD AEM-7型電力機車的替代車。

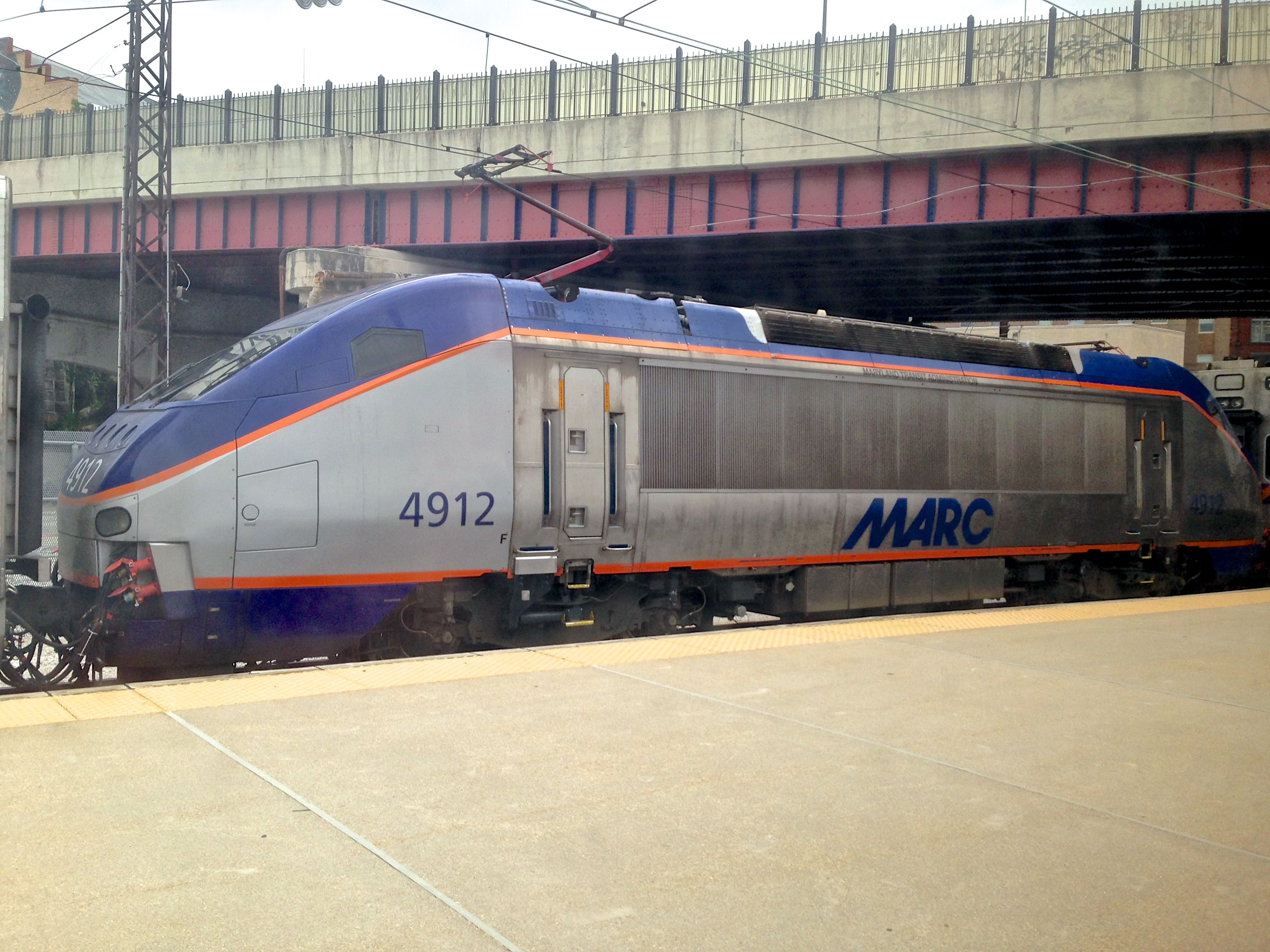
馬里蘭區域通勤鐵路的 HHP-8 型電力機車於巴爾的摩賓州車站

## 歷史與設計
最初的15部HHP-8型電力機車的訂單，是美鐵在購進Acela特快時一起訂購的，雖然外型類似Acela特快，但這批車是真正的電力機車，為牽引客車所設計。 這批機車將用來取代美鐵的GE E60型與補充AEM-7型電力機車。
馬里蘭區域通勤鐵路也購入了6輛 HHP-8型電力機車， 行駛於賓州線的裴瑞維爾（Perryville）至華盛頓之間。
本型車車體由不鏽鋼製造，結構能吸收六百萬焦耳的撞擊力。 電力牽引系統直接使用阿爾斯通公司用於SNCF Class BB 36000型車的系統。設計最高時速可達217 km/h（135 mph） ，但營運最高時速限制在 201 km/h（125 mph）。
迄2011年止，美鐵在波士頓到華盛頓的東北走廊上有15輛HHP-8型電力機車行駛。
在2002年，由於轉向架組件出現裂痕，本型車與Acela特快曾暫時停駛。

## 退役與改造
美鐵的HHP-8型電力機車可靠性不佳，2009年平均每12.6天就需要一次非預期維修。因此雖然本型車僅僅行駛十年，美鐵仍積極尋找新型電力機車以取代本型車與更舊的AEM-7型電力機車；而一次訂購較多部同型機車不只價錢上對買方較為有利，也可減低維護成本。70部新車預定在2012年起陸續啟用，短期內將保留HHP-8型電力機車做為備用。因此2009年美鐵下訂70輛ACS-64型电力机车以取代HHP-8型與AEM-7型電力機車，新車在2013年初陸續交車。Amtrak 的最後一部 HHP-8 於2014年11月7日退出現役。
馬里蘭區域通勤鐵路原定在2017年以新購的西門子衝鋒者柴電機車取代HHP-8型電力機車。後來決定對HHP-8型電力機車進行改造，尤其是最常故障的散熱系統。2017年9月首部改造車完成並進行試車，於2018年3月，該車有三周沒有發生重大故障。因改造成效良好，其餘車輛將陸續進行改造。